# Sex Tape
Sex Tape är en amerikansk komedi från 2014, regisserad av Jake Kasdan. Filmen har Cameron Diaz och Jason Segel i huvudrollerna.

## Handling
Jay (Jason Segel) och Annie (Cameron Diaz) är ett par som har sex vid vartenda tillfälle de får. Efter att ha fått två barn får de färre möjligheter att ha sex. Medan barnen är borta en kväll försöker Jay och Annie att återuppliva sitt sexliv. Efter att Jay kämpat förgäves för att få erektion, föreslår Annie att de ska göra en porrfilm. De filmar sig själva när de har sex i varje position som anges i boken Kärlekens nöjen. Efteråt ber Annie Jay att ta bort filmen, men istället synkroniserar han oavsiktligt filmen till flera iPads som paret har gett bort i presenter. Efter att de inte kunde ta bort filmen ur molnet, ger de sig ut för att ta tillbaka alla iPads, vilket leder till en rad pinsamheter.
Efter att ha samlat in alla iPads och tagit bort videorna, hotar deras grannes son att ladda upp deras porrfilm på YouPorn om de inte ger honom 25 000 dollar. När de inte kunde få tag på pengarna bryter de in sig på YouPorns högkvarter för att förstöra dess servrar. Deras plan misslyckas dock när larmet går. Ägaren (Jack Black) och hans kumpaner konfronterar dem och hotar att ringa polisen, men går med på att inte göra det i utbyte mot 15 000 dollar för att täcka skadan. Han tar även bort deras video och förklarar att om de hade velat ta bort videon så hade de bara kunnat skickat ett e-mail till honom. Efter att ha raderat alla utom en kopia av videon väljer Jay och Annie att titta på videon en sista gång för sig själva. Efteråt tar de USB-minnet som innehåller videon och går ut och krossar den med en hammare, bränner upp den, mixar den, och begraver bitarna av den.

## Rollista

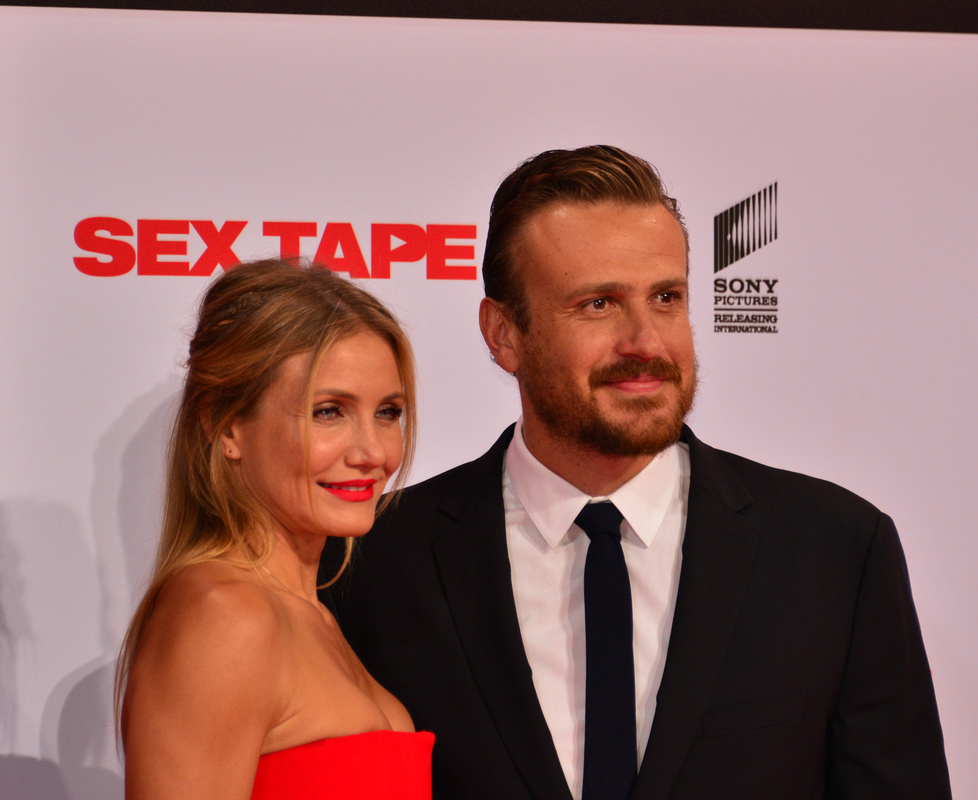
Cameron Diaz och Jason Segel vid premiären av filmen i Berlin.

| Cameron Diaz      | – Annie            |
| Jason Segel       | – Jay              |
| Rob Corddry       | – Robby            |
| Ellie Kemper      | – Tess             |
| Rob Lowe          | – Hank             |
| Nat Faxon         | – Max              |
| Nancy Lenehan     | – Linda            |
| Randall Park      | – Edward           |
| Giselle Eisenberg | – Nell             |
| Harrison Holzer   | – Howard           |
| Dave Allen        | – Mailman          |
| Jack Black        | – ägare av YouPorn |